# Species of European Conservation Concern
Species of European Conservation Concern är en artlista över hotade fågelarter i Europa. Den baseras på rödlistan och innehåller för närvarande över 530 arter i fyra kategorier.

## Kategorier
- SPEC1 är arter som är globalt hotade.
- SPEC2 är arter som är hotade i Europa och har mer än halva populationen i Europa.
- SPEC3 är arter som är hotade i Europa, men har sin huvudsakliga utbredning i andra världsdelar.
- Non-SPEC är arter som inte uppfyller ovanstående kriterier och därför inte anses hotade.